# العلاقات الإثيوبية الكيريباتية
العلاقات الإثيوبية الكيريباتية هي العلاقات الثنائية التي تجمع بين إثيوبيا وكيريباتي.

## مقارنة بين البلدين
هذه مقارنة عامة ومرجعية للدولتين:
| وجه المقارنة                                              | إثيوبيا                        | كيريباتي                        |
| --------------------------------------------------------- | ------------------------------ | ------------------------------- |
| المساحة (كم2)                                             | 1.10 مليون                     | 811                             |
| عدد السكان (نسمة)                                         | 104.96 مليون                   | 116.40 ألف                      |
| الكثافة السكانية (ن./كم²)                                 | 95.42                          | 14.35 ألف                       |
| العاصمة                                                   | أديس أبابا                     | جنوب تاراوا                     |
| اللغة الرسمية                                             | اللغة الأمهرية                 | لغة إنجليزية، اللغة الكيريباتية |
| العملة                                                    | بير إثيوبي                     | دولار كريباتي، دولار أسترالي    |
| الناتج المحلي الإجمالي (بليون دولار)                      | 80.56 مليار                    | 196.15 مليون                    |
| الناتج المحلي الإجمالي (تعادل القوة الشرائية) بليون دولار | 161.90 مليار                   | 224.26 مليون                    |
| الناتج المحلي الإجمالي الاسمي للفرد دولار أمريكي          | 619                            | 1.42 ألف                        |
| الناتج المحلي الإجمالي للفرد دولار أمريكي                 | 1.50 ألف                       | 1.81 ألف                        |
| مؤشر التنمية البشرية                                      | 0.442                          | 0.590                           |
| رمز المكالمات الدولي                                      | +251                           | +686                            |
| رمز الإنترنت                                              | .et                            | .ki                             |
| المنطقة الزمنية                                           | ت ع م+03:00، توقيت شرق أفريقيا |                                 |

## منظمات دولية مشتركة
يشترك البلدان في عضوية مجموعة من المنظمات الدولية، منها:
| علم المنظمة | اسم المنظمة                                 | تاريخ انضمام إثيوبيا | تاريخ انضمام كيريباتي |
| ----------- | ------------------------------------------- | -------------------- | --------------------- |
|             | الاتحاد البريدي العالمي                     | ?                    | ?                     |
|             | مؤسسة التنمية الدولية                       | 11 أبريل 1961        | 2 أكتوبر 1986         |
|             | منظمة حظر الأسلحة الكيميائية                | ?                    | ?                     |
|             | الأمم المتحدة                               | 13 نوفمبر 1945       | 14 سبتمبر 1999        |
|             | مؤسسة التمويل الدولية                       | 20 يوليو 1956        | 2 أكتوبر 1986         |
|             | مجموعة دول أفريقيا والكاريبي والمحيط الهادئ | ?                    | ?                     |
|             | البنك الدولي للإنشاء والتعمير               | 27 ديسمبر 1945       | 29 سبتمبر 1986        |
|             | الاتحاد الدولي للاتصالات                    | 20 فبراير 1932       | 3 نوفمبر 1986         |
|             | يونسكو                                      | 1 يوليو 1955         | 24 أكتوبر 1989        |

## وصلات خارجية
- موقع وزارة الخارجية الإثيوبية